# Ţayyebābād
Ţayyebābād (persiska: طَيِّب, طيب, تِيب آباد, طيب آباد) är en ort i Iran.   Den ligger i provinsen Markazi, i den centrala delen av landet, 270 km sydväst om huvudstaden Teheran. Ţayyebābād ligger 2 039 meter över havet och antalet invånare är 428.
Terrängen runt Ţayyebābād är kuperad norrut, men söderut är den platt. Runt Ţayyebābād är det ganska glesbefolkat, med 48 invånare per kvadratkilometer. Närmaste större samhälle är Qūrchī Bāshī, 8,6 km öster om Ţayyebābād. Trakten runt Ţayyebābād består i huvudsak av gräsmarker.